# Pontisk rododendron
Pontisk rododendron (Rhododendron ponticum) är en ljungväxtart. Enligt Catalogue of Life ingår Pontisk rododendron i släktet rododendron och familjen ljungväxter, men enligt Dyntaxa är tillhörigheten istället släktet rododendron och familjen ljungväxter. Arten förekommer tillfälligt i Sverige, men reproducerar sig inte.

## Underarter
Arten delas in i följande underarter:
- R. p. baeticum
- R. p. ponticum
- R. p. heterophyllum

## Bildgalleri

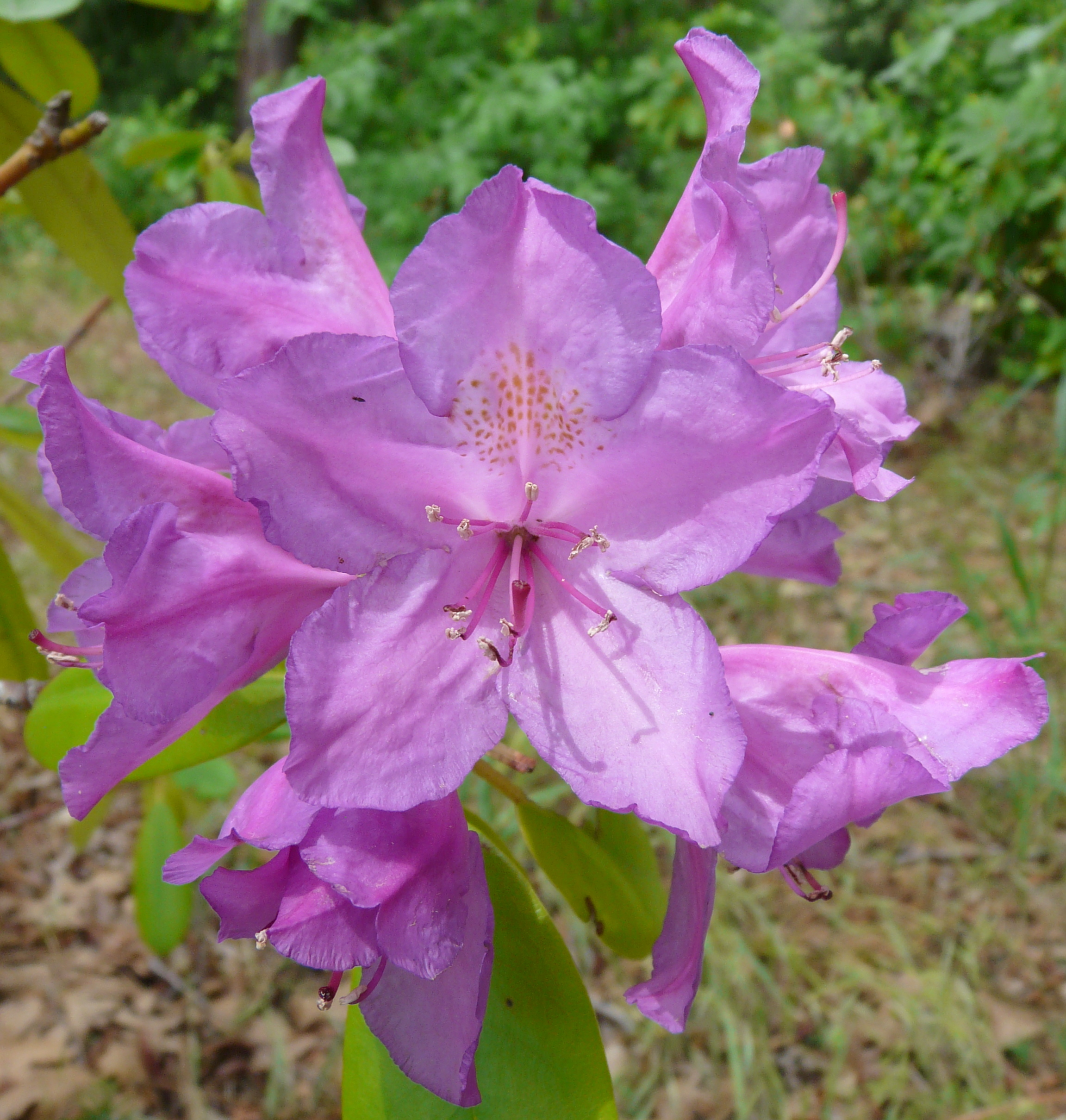
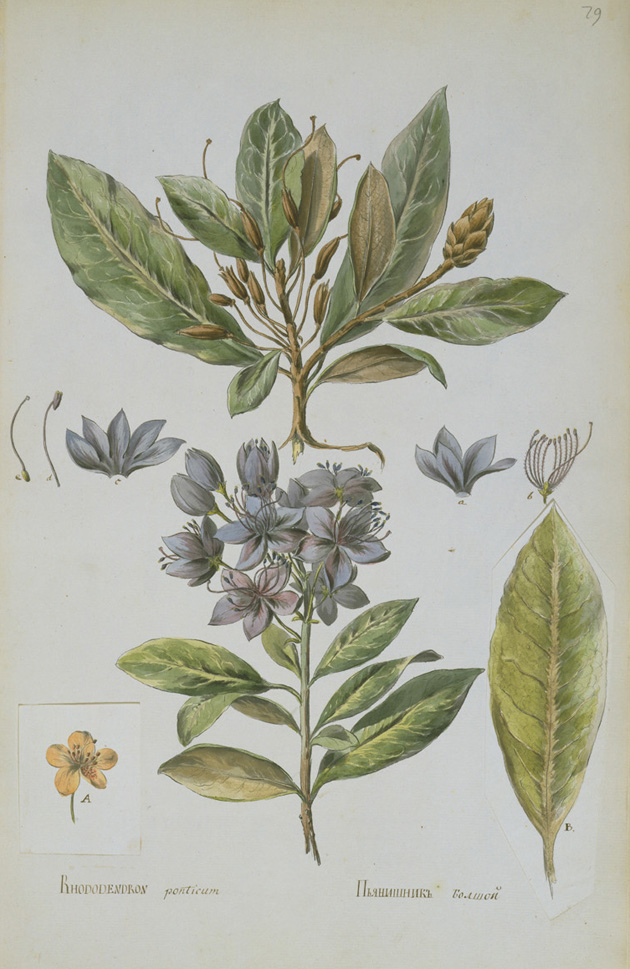
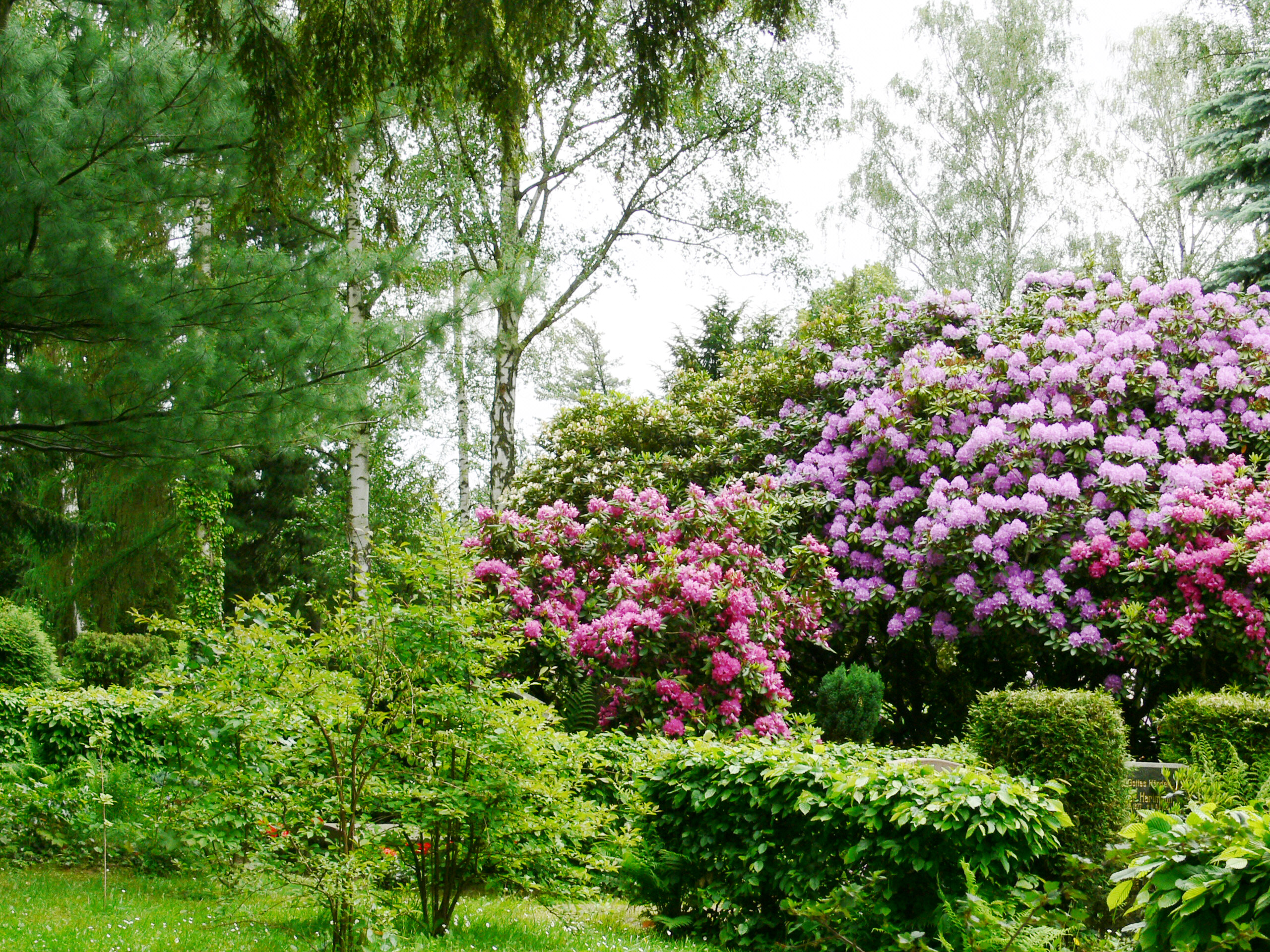
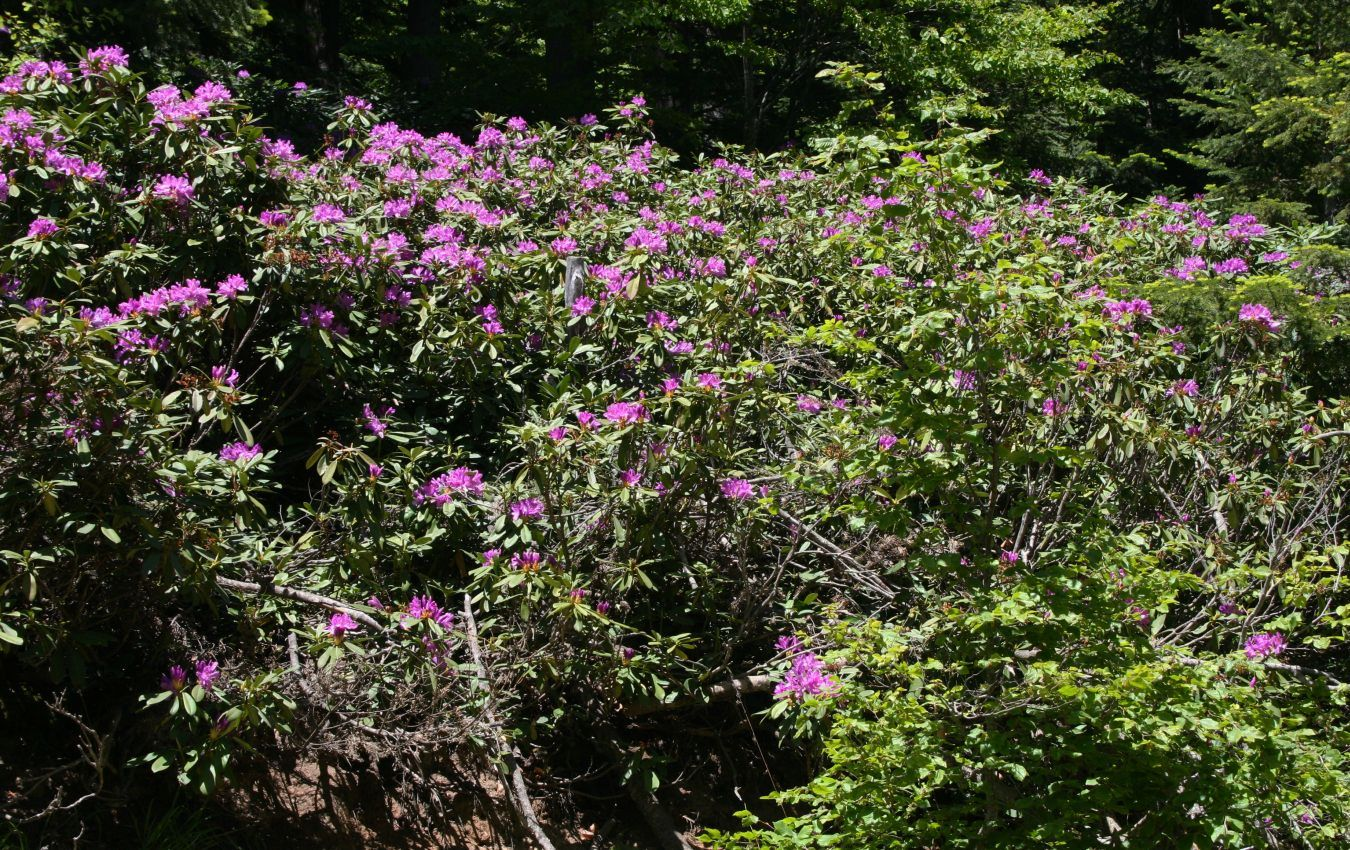
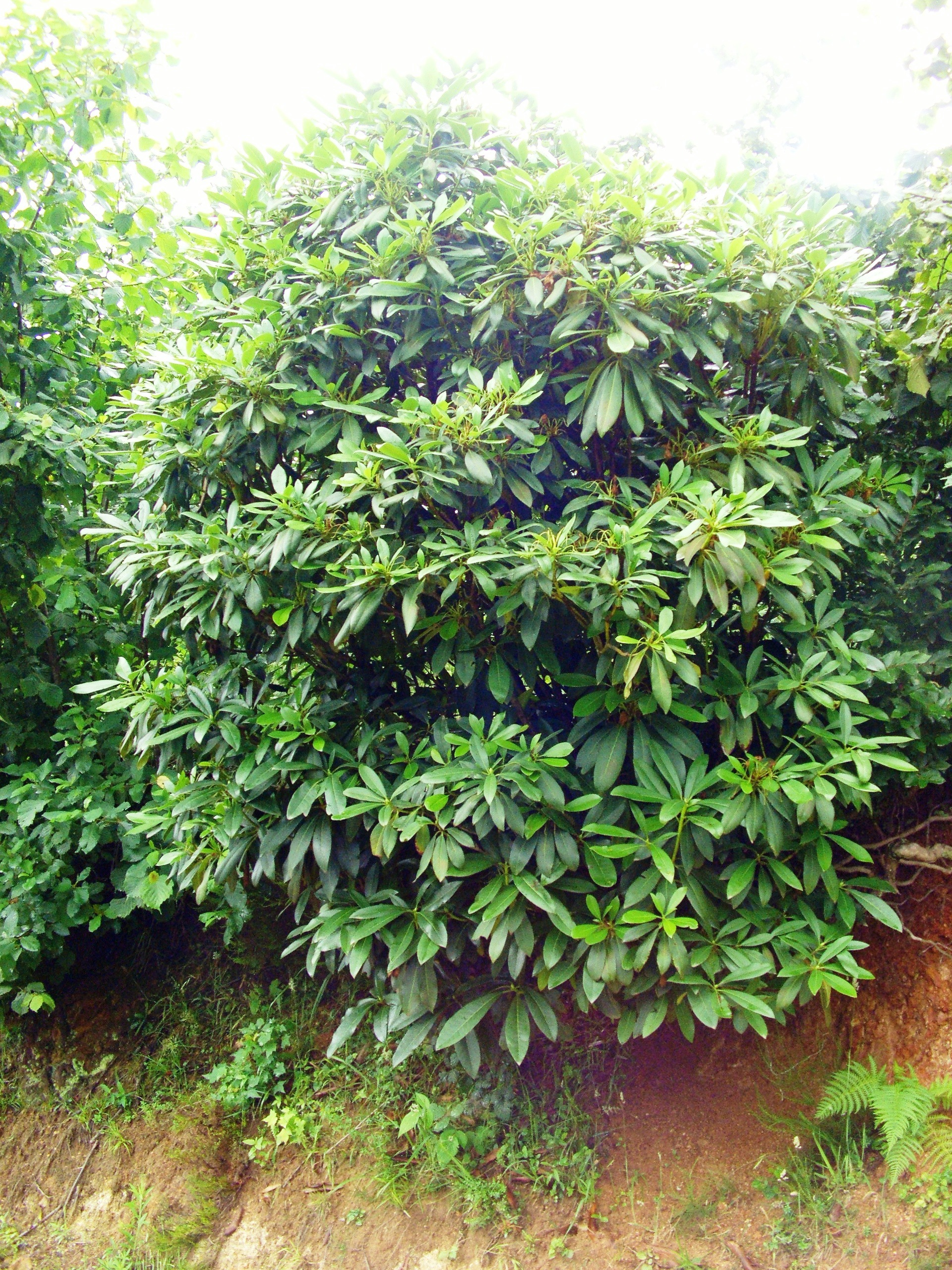
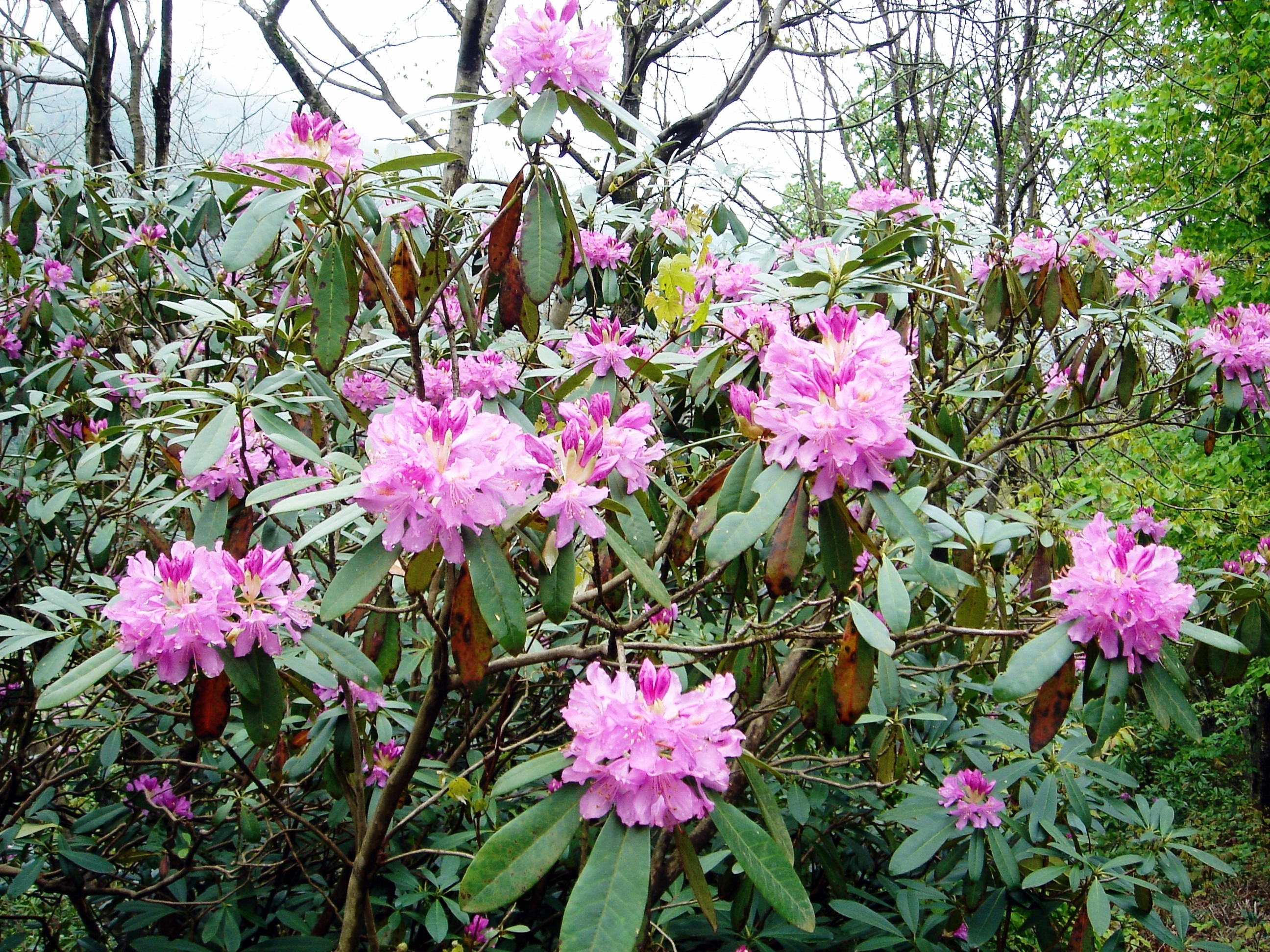